# Labrina Tsàkalou
Labrina Tsàkalou (în greacă Λαμπρίνα Τσάκαλου, translit. și Lamprini Tsakalou, n. 7 august 1993, în Arta) este o handbalistă greacă care evoluează pentru AEK Atena și echipa națională a Greciei pe postul de intermediar stânga sau centru. În trecut a jucat pentru cluburile GAS Anagennisi Artas, OF Nea Ionia, RK Krim, RK Podravka și Thüringer HC.

## Palmares
- Liga Campionilor:
  - Optimi de finală: 2021
  - Grupe principale: 2018, 2019
  - Grupe: 2020

- Cupa Cupelor:
  - Turul 3: 2009, 2011
  - Turul 2: 2012, 2013, 2014

- Liga Europeană:
  - Turul 2: 2022

- Cupa EHF:
  - Semifinalistă: 2020
  - Turul 3: 2015, 2016
  - Turul 2: 2010
  - Turul 1: 2017

- Campionatul Greciei:
  -  Câștigătoare: 2014, 2015, 2016, 2017

- Cupa Greciei:
  -  Câștigătoare: 2015, 2017

- Campionatul Sloveniei:
  -  Câștigătoare: 2018, 2019

- Cupa Sloveniei:
  -  Câștigătoare: 2018, 2019

- Supercupa Sloveniei:
  -  Câștigătoare: 2017, 2018

- Campionatul Croației:
  -  Câștigătoare: 2021

- Cupa Croației:
  -  Finalistă: 2021

- Cupa Germaniei:
  -  Medalie de bronz: 2022